# البيت الأندلسي
البيت الأندلسي رواية للروائي الجزائري واسيني الأعرج. صدرت الرواية لأوّل مرة عام 2010 عن منشورات الجمل في بيروت. ودخلت في القائمة الطويلة للجائزة العالمية للرواية العربية لعام 2011، المعروفة باسم «جائزة بوكر العربية».

## حول الرواية
يروي الكاتب الجزائري «واسيني الأعرج» في هذه الرواية حكاية الفلسطينيين مجسّدًا زمن الخروج الكبير، ومسجّلا عذاباتهم، وبؤسهم وسعيهم لاستعادة كرامة العيش والوقوف مجددًا بعد الهزيمة التي حجّمت عالمهم. يسترجع الروائي ذلك بسرد يصوّر تلك السنوات التي امتدت بين نكبة 48 وهزيمة 67 وشهدت بزوغ الثورة الفلسطينية في ستينيات القرن العشرين من أعماق المخيم.